# 冨田 (小惑星)
冨田(2391 Tomita)は、ニサ族の小惑星の一つで、小惑星帯内側の直径約15kmの軌道を公転している。1957年1月9日にドイツの天文学者カール・ラインムートがドイツ南部のケーニッヒシュトゥール天文台で発見した。日本の天文学者である冨田弘一郎に因んで名付けられた。

## 軌道と分類
冨田はニサ族の小惑星の1つで、3年10か月（1,393日）かけて、太陽から2.1-2.8天文単位の距離の小惑星帯内側を公転している。軌道離心率は0.13で、黄道に対する軌道傾斜角は3°である。
発見前の最初の観測記録(w:Precovery)は、1929年にローウェル天文台で撮られたもので、ハイデルベルク天文台での公式な発見よりも、観測弧が28年遡った。

## 物理的性質
冨田は、Collaborative Asteroid Lightcurve Link (CALL)によると岩石質のS型小惑星、パンスターズの測光観測によると炭素質のC型小惑星とされる。

### 直径とアルベド
アメリカ航空宇宙局の広視野赤外線探査機及びその後継のNEOWISEミッションでの観測によると、各々、直径は15.04と19.4kmの間、アルベドは0.03から0.07の間と測定された。
CALLでは岩石質の組成と推定しているが、そうであればアルベドは0.21ともっと高くなるはずであり、絶対等級が一定なので、直径は9.2kmと計算される。

### 自転速度
2013年12月、測光観測により、この小惑星の2つの光学曲線が得られ、これに基づくと自転速度は各々、7.9533±0.0005時間、8.435±0.079時間で、等級が0.14及び0.15変化するとされた(U=3/n.a.)。

## 名前
この小惑星は、国立天文台で長く観測を行い、小惑星や彗星の発見者でもある日本人天文学者の冨田弘一郎（1925年-2006年）を称えて命名された。また、冨田は、日本を代表する天文学の普及者の一人としても知られている。公式な命名の引用は、1987年4月14日に小惑星センターから公表された(M.P.C. 11748)。

## 備考
1. 1 2  Pravec (2013) web: lightcurve plot with a rotation period 7.9533±0.0005 hours with a brightness amplitude of 0.14 mag. Summary figures  for (2391) Tomita at Collaborative Asteroid Lightcurve Link (CALL) and Pravec, P.; Wolf, M.; Sarounova, L. (2013)
2. 1 2  Williams (2013) web: rotation period 8.435±0.079 hours with a brightness amplitude of 0.15 mag. Summary figures for (2391) Tomita at Collaborative Asteroid Lightcurve Link (CALL). Data by Williams, R. (2013), posted on CALL page.